# Riedern GL
| GL ist das Kürzel für den Kanton Glarus in der Schweiz. Es wird verwendet, um Verwechslungen mit anderen Einträgen des Namens Riedern zu vermeiden. |

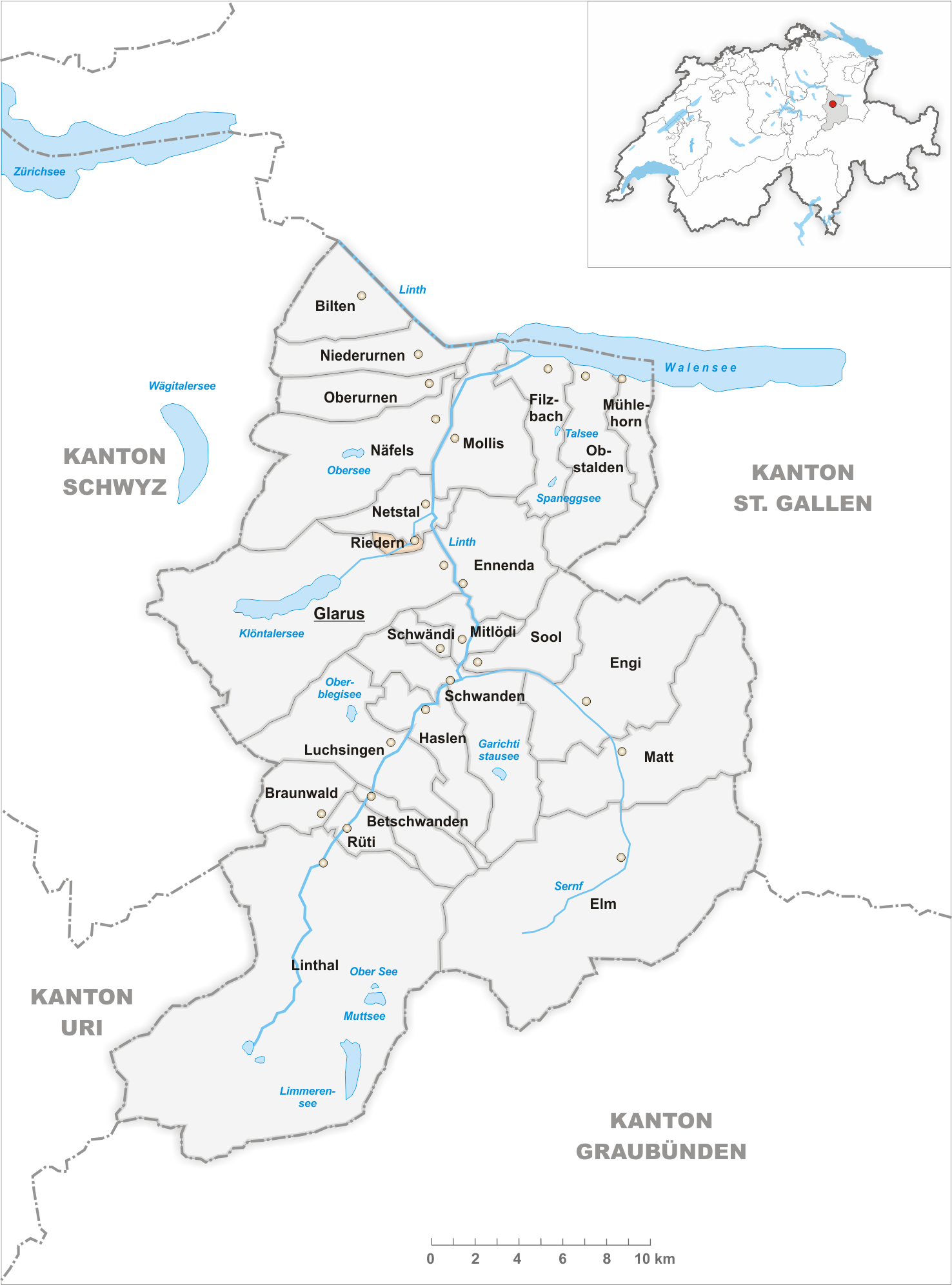
Gemeindestand vor der Fusion am 1. Januar 2011

Riedern ist eine ehemalige politische Gemeinde des Kantons Glarus in der Schweiz. 
Das Dorf wurde im Rahmen der Glarner Gemeindereform auf den 1. Januar 2011 mit den Gemeinden Ennenda, Glarus und Netstal zur neuen Gemeinde Glarus zusammengelegt.

## Geographie

Historisches Luftbild aus 1500 m von Walter Mittelholzer von 1925

Riedern war die flächenmässig kleinste Gemeinde des Kantons. Die Gemarkung befindet sich am Fusse des Klöntals, wo sich der Klöntalersee befindet.

## Geschichte
Riedern löste sich politisch 1630 von der Nachbargemeinde Glarus. Die evangelisch-reformierte und die römisch-katholische Kirchgemeinde sowie die Schulgemeinde bildet Riedern aber bis heute zusammen mit Glarus.
Am 2. Oktober 1799 machte der russische Feldmarschall Suworow mit seiner Armee während des Zweiten Koalitionskriegs vor dem Rückzug über den Panixerpass hier zwei Tage Rast.

## Persönlichkeiten
- Valeria Spälty (* 1983): Die Silbermedaillen-Gewinnerin an den Olympischen Spielen in Turin 2006 hat ihren Wohnsitz seit ihrer Geburt 1983 in Riedern. Dort besuchte sie die Primarschule, bevor sie die Sekundarschule und anschliessend das Gymnasium in Glarus besuchte. Nach den Olympischen Spielen wurde ihr zu Ehren eine Strasse in der Dorfmitte umbenannt und heisst jetzt Valeria-Spälty-Strasse.

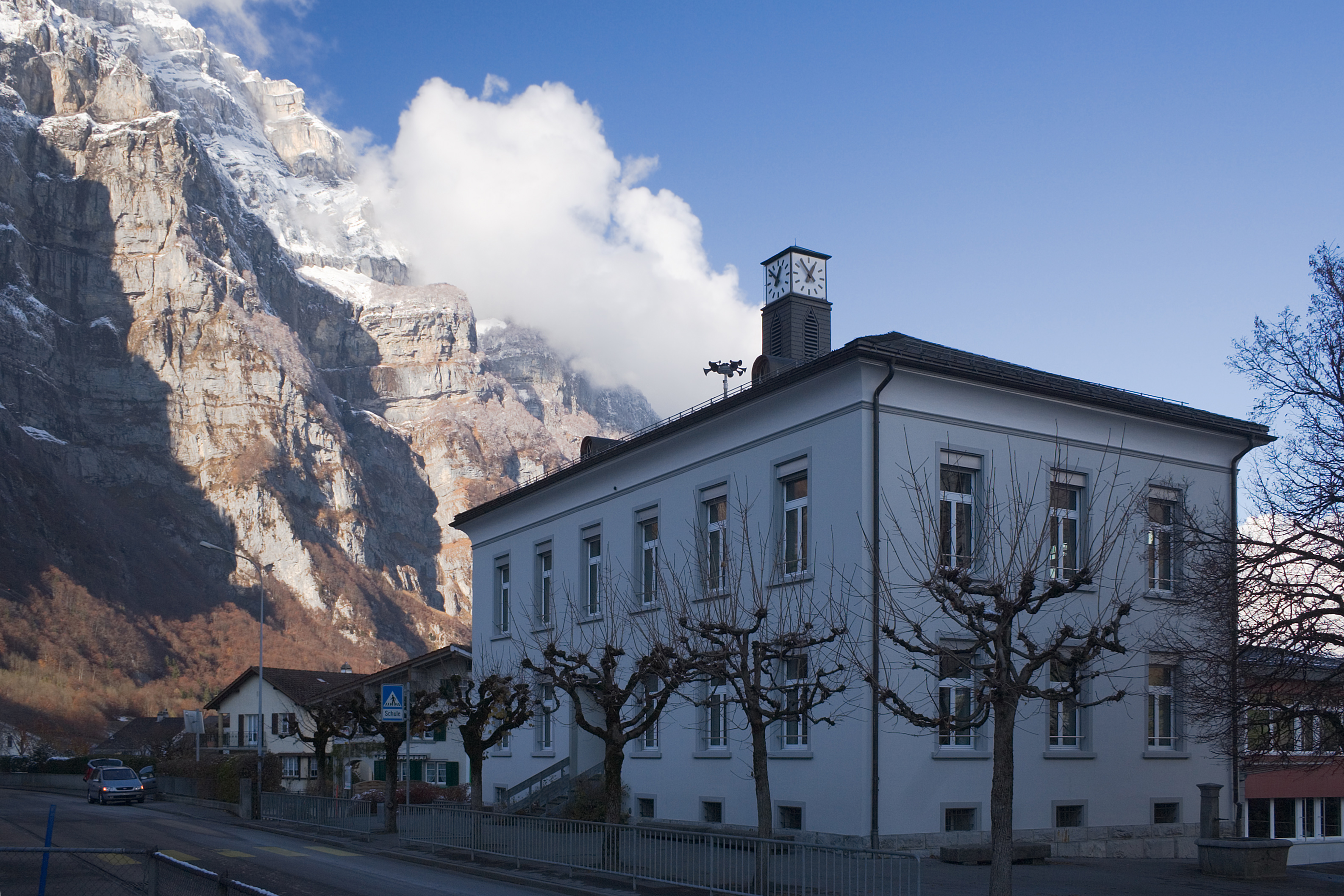
Schulhaus Riedern mit Bergkulisse
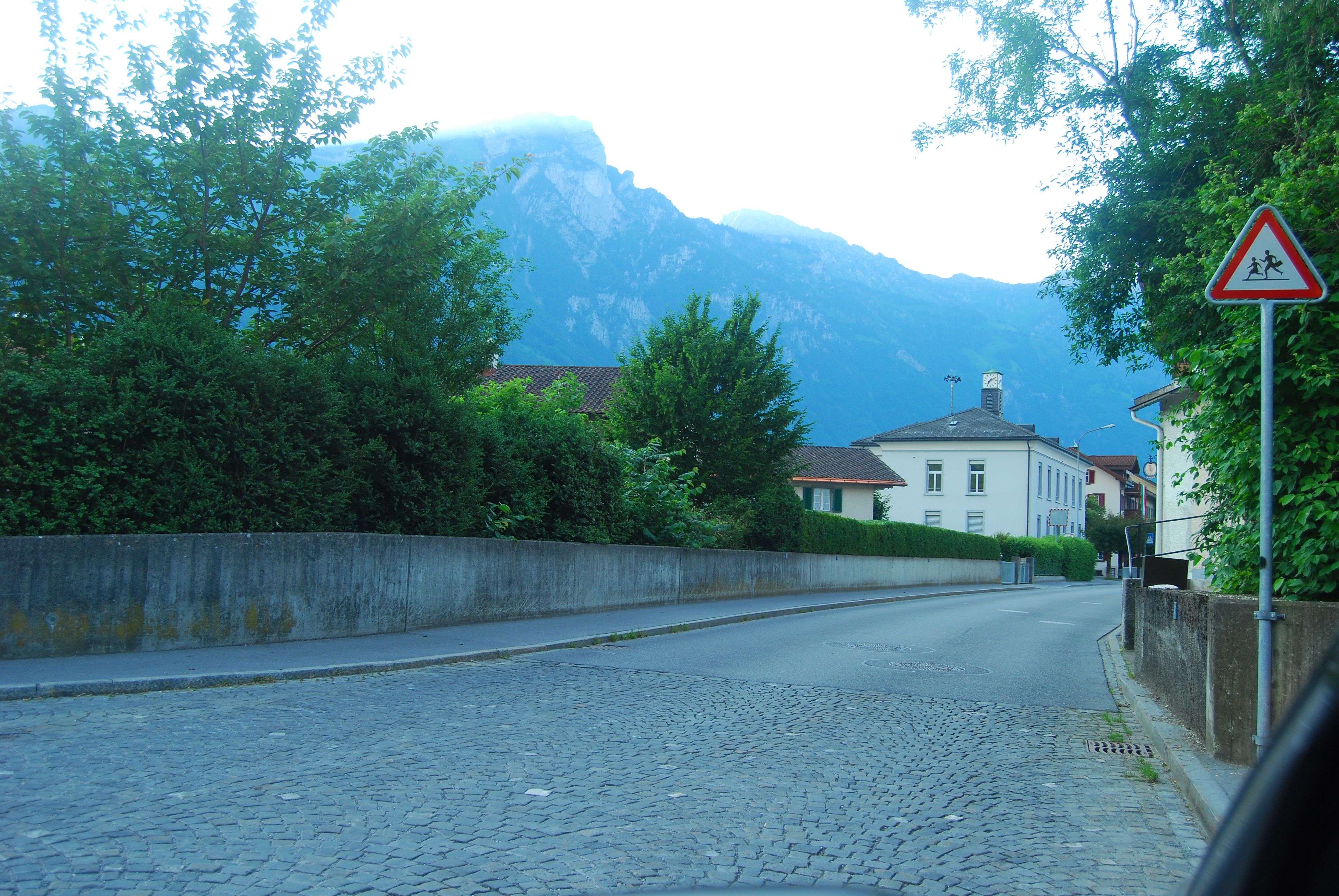
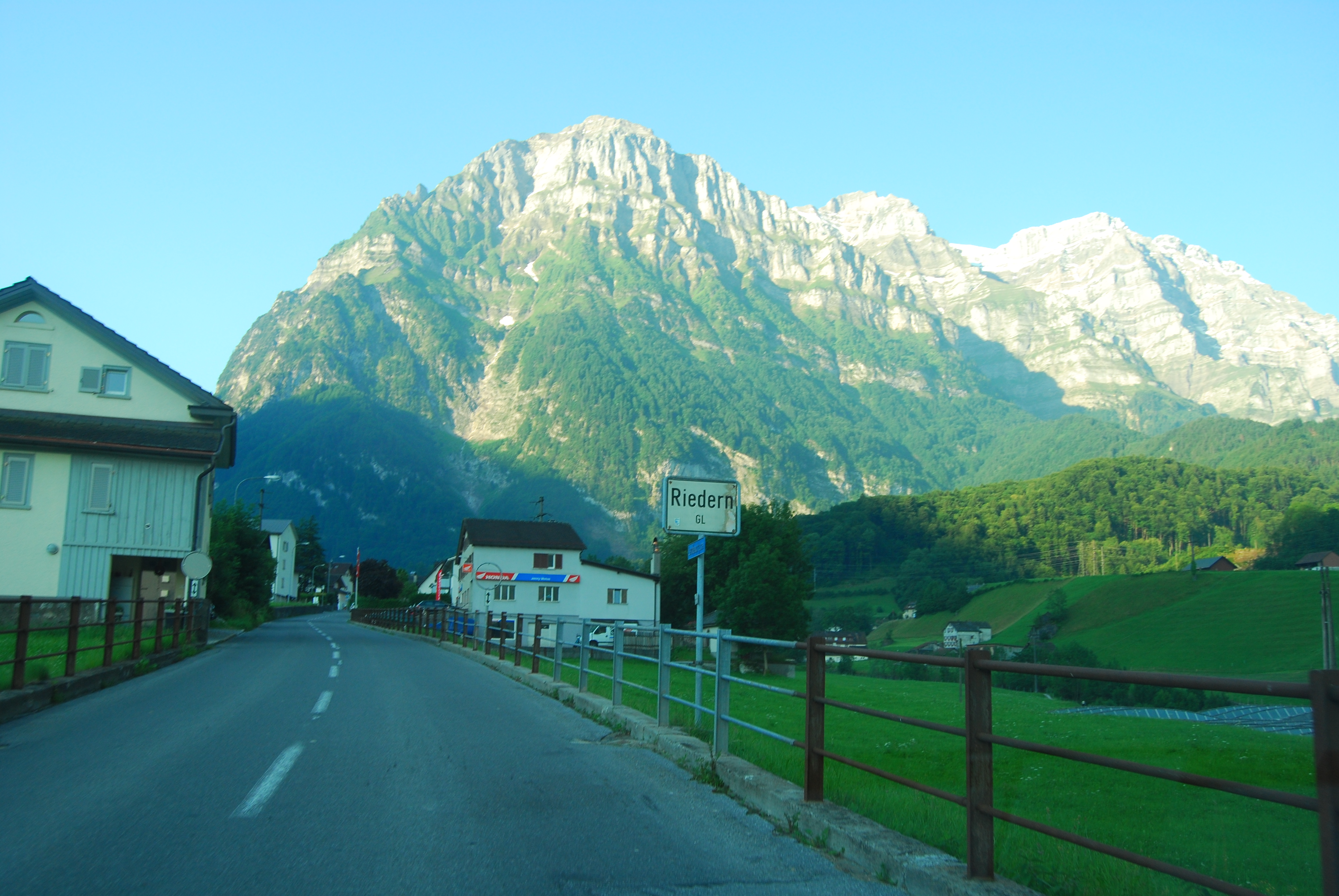